# Festival d'Arsenal du livre
Le Festival international  d'Arsenal du livre a lieu chaque année au printemps à Kiev, en Ukraine. Il s'agit d'un événement national fondé par Mystetskyi Arsenal et qui s'est tenu pour la première fois du 28 mai au 1er juin 2011, organisé par Olha Zhuk.

## Festival
Le Festival du livre d'Arsenal est une foire destinée aux artistes et écrivains. On rapporte que plus de 150 éditeurs ukrainiens assistent chaque année à des présentations et que plus de 500 écrivains et artistes de différentes disciplines de plus de 50 pays y ont assisté.

### Thèmes
À partir de 2017, les organisateurs ont sélectionné un thème sur lequel les candidatures doivent se concentrer et discuter.
En 2017, le thème " Rire. Peur. Puissance" a été choisi en réaction au 175e anniversaire de la publication de "Eneyida" d'Ivan Kotlyarevskyi', le festival a été organisé par Tetyana Terekhova.
En 2018, le thème "Le Projet du Futur" a été choisi et le festival a été organisé par Vira Baldyniuk.
En 2019, le thème "Quartier : discussion ouverte" a été choisi et le festival a été organisé par Vira Baldyniuk.
Le thème "Sceptique optimisme" a été choisi pour le festival 2020 qui a été organisé par Rostyslav Semkiv. Cependant, en raison de la pandémie de COVID-19, le 10e festival a été reporté du 26 au 30 mai 2021.